# 引市街
引市街是江苏扬州的一条南北向古街，南到南河下，是明清时期扬州盐商进行盐引（盐商经营食盐的票据凭证）交易的场所，当时扬州的金融中心。
这条老街旧貌尚存，街两边有不少豪门故宅，如巴总门、引市街84号的祗陀林（某盐商舍宅为寺）。